# Iraqi Odyssey
Pour plus de détails, voir Fiche technique et Distribution.
Iraqi Odyssey est un film documentaire suisse réalisé par Samir et sorti en 2014.
Le film est sélectionné comme entrée suisse pour l'Oscar du meilleur film en langue étrangère à la 88e cérémonie des Oscars qui s'est déroulée en 2016.